# Anthology 3
Anthology 3 è una raccolta del gruppo musicale britannico The Beatles, terzo ed ultimo doppio CD della serie Anthology.
L'album è stato pubblicato in Gran Bretagna il 28 ottobre 1996 e negli Stati Uniti il giorno seguente.

## Descrizione
La terza coppia di CD percorre il periodo della produzione discografica del gruppo dal maggio del 1968 fino all'ultima registrazione che risale al 3 gennaio 1970. Le incisioni ebbero luogo principalmente negli studi della EMI in Abbey Road; e in misura minore negli Apple Studios, installati nella sede della Apple Corps in Savile Row, dove si registrarono i brani per l'album Let It Be. Sono presenti inoltre sette tracce delle ventisette incise nella casa di George Harrison a Esher, composizioni realizzate nel ritiro indiano di Rishikesh che furono fissate su nastro nel maggio 1968 e che compongono la Esher session. Benché la produzione musicale dei Beatles si svolgesse ormai da tempo esclusivamente in studio, un brano di Anthology 3 riprende una registrazione dal vivo: si tratta di Get Back, eseguita dal gruppo a fine gennaio 1969 nel Rooftop Concert, che prende il nome dal luogo dove i Beatles dettero la loro ultima esibizione live: il tetto dell'edificio di Savile Row. Molti brani del secondo disco provengono dalle session filmate anche nel documentario "Get Back" montato da Peter Jackson nel 2021.
Come già accaduto per i due precedenti volumi della serie (con Free as a Bird in Anthology 1 e Real Love in Anthology 2), anche questa terza raccolta si sarebbe dovuta aprire con un demo, Now and Then, realizzato inizialmente dal solo John Lennon e rivisitato e risuonato per l'occasione dai tre rimanenti membri del gruppo. Tale decisione fu però accantonata e si scelse come prima traccia un brano strumentale, A Beginning, inizialmente pensato per il White Album.
Anche Anthology 3 all'uscita raggiunse il primo posto. Fu la prima volta che un artista arrivava direttamente per tre volte consecutive in cima alla classifica di Billboard.

## Tracce
- Tutte le tracce sono accreditate a John Lennon e Paul McCartney, tranne dove specificato.

### Disco 1
1. A Beginning – 0:48 (Martin) – Reg: 22 luglio 1968; introduzione di Don't Pass Me By, non utilizzata e inedita
2. Happiness is a Warm Gun – 2:12 – Reg: maggio 1968; uno dei demo acustici per il White Album, registrato a Esher, a casa di George Harrison
3. Helter Skelter – 4:35 – Reg: 18 luglio 1968, take 2; ridotta rispetto all'originale di 12:35; la versione pubblicata nel White Album  è la take 21
4. Mean Mr. Mustard – 1:57 – Reg: maggio 1968; uno dei demo acustici per il White Album, registrato a Esher, a casa di George Harrison
5. Polythene Pam – 1:25 – Reg: maggio 1968; uno dei demo acustici per il White Album, registrato a Esher, a casa di George Harrison
6. Glass Onion – 1:49 – Reg: maggio 1968; uno dei demo acustici per il White Album, registrato a Esher, a casa di George Harrison
7. Junk – 2:22 (McCartney) – Reg: maggio 1968; uno dei demo acustici per il White Album, registrato a Esher, a casa di George Harrison
8. Piggies – 1:59 (Harrison) – Reg: maggio 1968; uno dei demo acustici per il White Album, registrato a Esher, a casa di George Harrison
9. Honey Pie – 1:18 – Reg: maggio 1968; uno dei demo acustici per il White Album, registrato a Esher, a casa di George Harrison
10. Don't Pass Me By – 2:41 (Starkey) – Reg: 5/6 giugno 1968, take 3 e 5; base strumentale dalla take 3, voce dalla take 5; la versione pubblicata nel White Album è la take 7
11. Ob-La-Di, Ob-La-Da – 2:54 – Reg: 3/4/5 luglio 1968, take 5; la versione pubblicata nel White Album è la take 23
12. Good Night – 2:35 – Reg: 28 giugno (prova) e 22 luglio 1968 (take 34); la prova finiva in modo indefinito, così è stata montata con la take pubblicata nel White Album
13. Cry Baby Cry – 2:44 – Reg: 16 luglio 1968, take 1; la versione pubblicata nel White Album è la take 12
14. Blackbird – 2:15 – Reg: 11 giugno 1968, take 4; la versione pubblicata nel White Album è la take 32
15. Sexy Sadie – 4:04 – Reg: 19 luglio 1968, take 6; la versione pubblicata nel White Album è la take 117
16. While My Guitar Gently Weeps – 3:24 (Harrison) – Reg: 25 luglio 1968, demo acustico
17. Hey Jude – 4:19 – Reg: 29 luglio 1968, take 2; la versione pubblicata è la take 26
18. Not Guilty – 3:20 (Harrison) – Reg: 8/9/12 agosto 1968, take 102; canzone registrata per il White Album poi scartata
19. Mother Nature's Son – 3:15 – Reg: 9 agosto 1968, take 2; la versione pubblicata nel White Album è la take 26
20. Glass Onion – 2:07 – Reg: 11/12/13/16/26 settembre 1968, take 33, mix inedito, con alcuni effetti sonori. Venne poi realizzato un nuovo mix con gli archi, e questo rimase inedito
21. Rocky Raccoon – 4:10 – Reg: 15 agosto 1968, take 8; la versione pubblicata nel White Album è la take 10
22. What's the New Mary Jane – 6:06 – Reg: 14 agosto 1968, take 4; probabilmente la più famosa outtake beatlesiana, più volte pubblicata su bootleg
23. Step Inside Love/Los Paranoias – 2:29 – Reg: 16 settembre 1968, jam di studio condotta da Paul McCartney
24. I'm So Tired – 2:11 – Reg: 8 ottobre 1968, take 3, 6, e 9; un montaggio di queste tre take; quella pubblicata sul White Album è la take 14
25. I Will – 1:53 – Reg: 16 settembre 1968, take 1; la take pubblicata sul White Album è la 68
26. Why Don't We Do It in the Road? – 2:13 – Reg: 9 ottobre 1968, take 4; la versione pubblicata sul White Album è la take 6
27. Julia – 1:56 – Reg: 13 ottobre 1968, take 2; la versione pubblicata sul White Album è la take 3

### Disco 2
1. I've Got a Feeling – 2:47 – Reg: 23 gennaio 1969
2. She Came In Through the Bathroom Window – 3:35 – Reg: 22 gennaio 1969
3. Dig a Pony – 4:17 – Reg: 22 gennaio 1969
4. Two of Us – 3:23 – Reg: 24 gennaio 1969
5. For You Blue – 2:17 (Harrison) – Reg: 25 gennaio 1969
6. Teddy Boy – 3:15 (McCartney) – Reg: 24 e 28 gennaio 1969
7. Medley – 3:07 – Reg: 26 gennaio 1969
8. The Long and Winding Road – 3:38 – Reg: 26 gennaio 1969
9. Oh! Darling – 4:06 – Reg: 27 gennaio 1969
10. All Things Must Pass – 3:01 (Harrison) – Reg: 25 febbraio 1969
11. Mailman, Bring Me No More Blues – 1:52 (Roberts, Katz, Clayton) – Reg: 29 gennaio 1969
12. Get Back – 3:05 – Reg: 30 gennaio 1969
13. Old Brown Shoe – 2:59 (Harrison) – Reg: 25 febbraio 1969
14. Octopus's Garden – 2:47 (Starkey) – Reg: 26 aprile 1969, take 2; la versione pubblicata su Abbey Road è la take 8
15. Maxwell's Silver Hammer – 3:46 – Reg: 9 luglio 1969, take 5
16. Something – 3:16 (Harrison) – Reg: 25 febbraio 1969
17. Come Together – 3:36 – Reg: 21 luglio 1969, take 1; la versione pubblicata su Abbey Road è la take 9
18. Come and Get It – 2:25 (McCartney) – Reg: 24 luglio 1969
19. Ain't She Sweet – 2:05 (Ager, Yellen) – Reg: 24 luglio 1969
20. Because – 2:17 – Reg: 1 e 4 agosto 1969
21. Let It Be – 4:02 – Reg: 25 gennaio 1969
22. I Me Mine – 1:45 (Harrison) – Reg: 3 gennaio 1970, take 16
23. The End – 2:49 – Reg: 23 luglio e 5, 7, 8, 15, 18 agosto 1969; accordo finale 22 febbraio 1967

## Formazione
The Beatles
- George Harrison - voce, cori, chitarra solista, chitarra acustica
- John Lennon - voce, chitarra ritmica, cori, chitarra acustica; tape-loop in Glass Onion e What's The New Mary Jane,  pianoforte in What's The New Mary Jane, basso in The Long and Winding Road chitarra solista in Get Back e The End
- Paul McCartney - voce, cori, basso, pianoforte, chitarra acustica; batteria in Come and Get It, chitarra solista in The End
- Ringo Starr - batteria, percussioni; voce in Octopus's Garden

Altri musicisti
- Billy Preston - piano elettrico in Get Back

Crediti
- George Martin - produttore